# Sporades (district régional)
Le district régional des Sporades, en grec moderne : Περιφερειακή ενότητα Σποράδων / Periferiakí enótita Sporádon, est l'un des cinq districts régionaux de la périphérie (région) de Thessalie, en Grèce.
Selon le recensement de 2011, la population du district régional s'élève à 13 798 habitants, dont 4 883 résident dans son siège, la petite ville de Skiáthos.
Le district régional comprend les dèmes des trois îles d'Alónissos, de Skiathos et de Skópelos.